# James Reed (bobbista)
James Reed (Bloomington, 23 maggio 1991) è un bobbista statunitense.

## Biografia
Prima di dedicarsi al bob Reed ha praticato l'atletica (era specialista degli ostacoli), lo sci alpino e il calcio presso l'Università del Maine.
Compete professionalmente dal 2014 come frenatore per la squadra nazionale statunitense. Debuttò in Coppa Nordamericana a novembre del 2014, partecipando alle gare negli equipaggi pilotati da Nick Cunningham.
Esordì in Coppa del Mondo all'avvio della stagione 2014/15, il 13 dicembre 2014 a Lake Placid, dove si piazzò al 5º posto nel bob a quattro con Cunningham alla guida; centrò il suo primo podio il 17 dicembre 2016 a Lake Placid classificandosi secondo sempre nel bob a quattro ma stavolta con Steven Holcomb a pilotare la slitta. 
Prese parte a quattro edizioni dei mondiali, ottenendo quali migliori risultati il quinto posto nel bob a quattro a Schönau am Königssee 2017 e il sesto nella competizione a squadre a Igls 2016.

## Palmarès

### Coppa del Mondo
- 3 podi (tutti nel bob a quattro):
  - 1 secondo posto;
  - 2 terzi posti.

### Circuiti minori

#### Coppa Nordamericana
- 6 podi (1 nel bob a due, 5 nel bob a quattro):
  - 4 vittorie (tutte nel bob a quattro);
  - 1 secondo posto (nel bob a due);
  - 1 terzo posto (nel bob a quattro).